# Ode to Joy
Ode to Joy is een Amerikaanse romantische komedie uit 2019 onder regie van Jason Winer, met in de hoofdrollen Martin Freeman en Morena Baccarin. Het scenario is geïnspireerd door een waargebeurd verhaal.

## Verhaal
Charlie is een bibliothecaris die aan kataplexie lijdt, waardoor hij flauwvalt wanneer hij sterke emoties ervaart, vooral vreugde. Wanneer hij de extraverte Francesca ontmoet, wordt hij verliefd op haar maar vanwege zijn aandoening koppelt hij haar aan zijn broer Cooper.

## Rolverdeling
| Acteur             | Personage |
| ------------------ | --------- |
| Martin Freeman     | Charlie   |
| Morena Baccarin    | Francesca |
| Jake Lacy          | Cooper    |
| Jane Curtin        | Sylvia    |
| Melissa Rauch      | Bethany   |
| Shannon Woodward   | Liza      |
| Hayes MacArthur    | Jordan    |
| Ellis Rubin        | Victor    |
| Ravi Cabot-Conyers | Deangelo  |

## Release en ontvangst
Ode to Joy ging in première op 4 april 2019 op het RiverRun International Film Festival in Winston-Salem. Op 9 augustus 2019 werd de film uitgebracht in de Amerikaanse bioscopen door IFC Films. De film bracht internationaal 22.594 dollar op aan de kassa.
De film behaalde een score van 48% (31 recensies) op Rotten Tomatoes, met een gemiddelde beoordeling van 5,9/10. Op Metacritic kreeg de film een score van 38 op 100 (7 recensies), wat duidt op "eerder negatieve recensies".